# Elatostema monticola
Elatostema monticola är en nässelväxtart som beskrevs av Joseph Dalton Hooker. Elatostema monticola ingår i släktet Elatostema och familjen nässelväxter. Inga underarter finns listade i Catalogue of Life.